# Ludachristmas
"Ludachristmas", alternativamente conhecido como "Ludachristmas Party" ou Episódio 209, é o nono episódio da segunda temporada da série de televisão de comédia de situação 30 Rock, e o trigésimo da série em geral. Foi transmitido pela primeira vez nos Estados Unidos na noite de 13 de Dezembro de 2007 através da rede de televisão National Broadcasting Company (NBC) e teve o seu enredo escrito por Tami Sagher e foi realizado pelo produtor Don Scardino. Dentre as estrelas convidadas para este episódio estão inclusas Kevin Brown, Grizz Chapman, John Lutz, Maulik Pancholy, Kay Cannon, Anita Gillette, Buck Henry, John F Mooney, Andy Richter e Elaine Stritch.
No episódio, a família de Liz Lemon (interpretada por Tina Fey) decide visitá-la para celebrar a época festiva. A mãe de Jack Donaghy (Alec Baldwin), Colleen Donaghy (Stritch), também o visita. O elenco e argumentistas do TGS with Tracy Jordan, um programa de televisão humorístico fictício, prepara-se para ir à sua festa anual, a qual chamam de Ludachristmas. Todavia, o astro do TGS Tracy Jordan (Tracy Morgan), é ordenado pelo tribunal a usar um dispositivo de monitorização de álcool no seu tornozelo.
Em geral, "Ludachristmas" foi muito bem recebido pela crítica especialista em televisão do horário nobre. As participações de Henry e Richter foram apontadas como os destaques do episódio. Porém, foi Stritch que recebeu uma nomeação a um prémios Primetime Emmy pelo seu desempenho, na categoria Melhor Actriz Convidada em Série de Comédia na sexagésima cerimónia anual. Segundo os dados publicados pelo serviço de mediação de audiências Nielsen Ratings, o episódio foi assistido em uma média de 5,58 milhões de domicílios norte-americanos ao longo da sua transmissão original e recebeu a classificação de 2,8 e sete de share no perfil demográfico dos telespectadores entre os dezoito aos 49 anos de idade.

## Produção

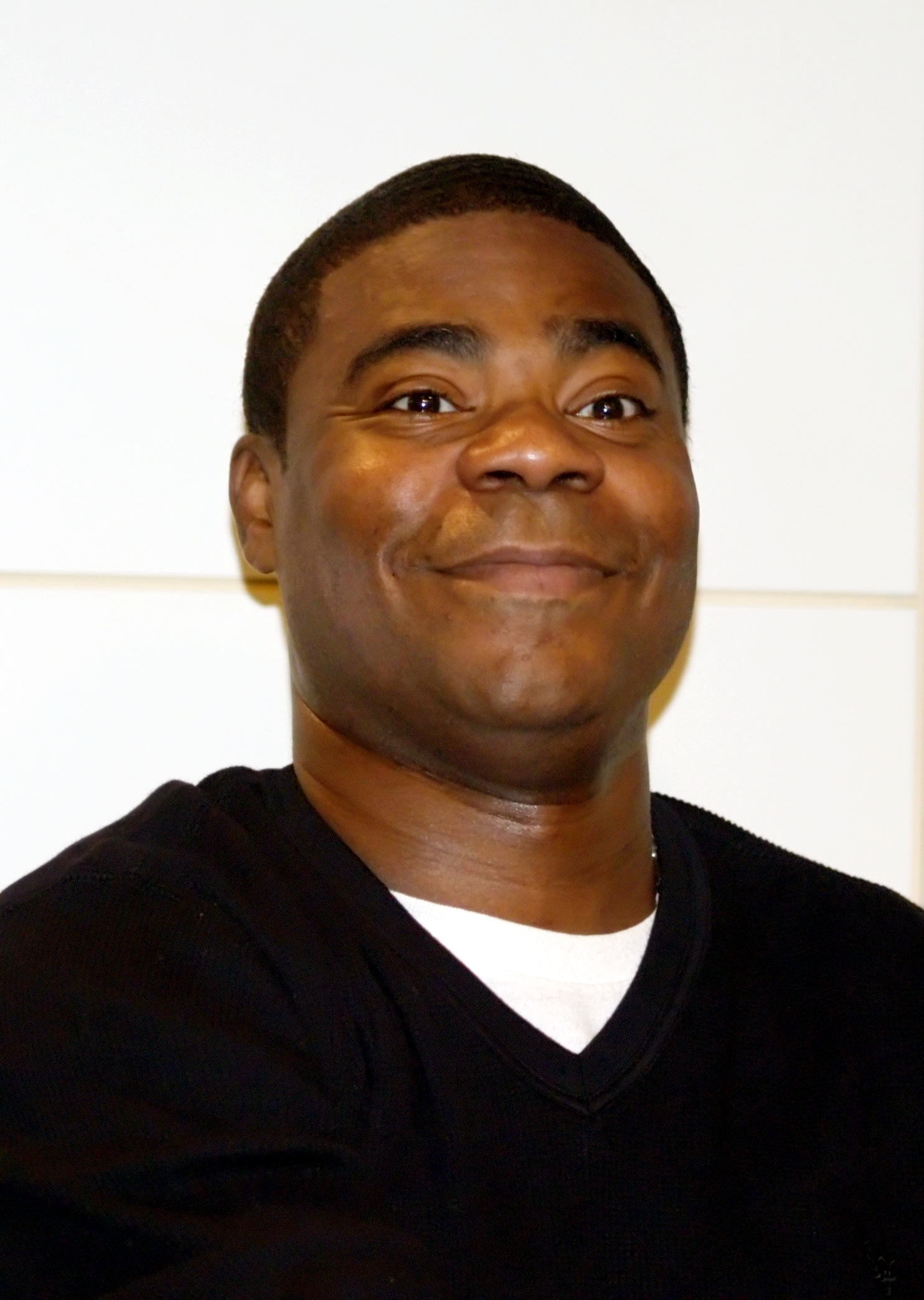
A trama que envolve a personagem de Tracy Morgan neste episódio foi baseada em factos que realmente aconteceram com o actor na vida real.

"Ludachristmas" teve o seu enredo escrito por Tami Sagher e foi realizado por Don Scardino, produtor da temporada. Esta foi a estreia de Sagher em 30 Rock; ela apenas voltaria a escrever um outro guião para um episódio do seriado na terceira temporada. Foi ainda o décimo crédito de realização por Scardino, com o seu último sendo "Greenzo". Kay Cannon, guionista e supervisora de guião de 30 Rock, fez uma participação em "Ludachristmas" como uma tabela humana. Cannon já havia anteriormente participado como uma personagem anónima em "Fireworks" e co-escrito os episódios "The Head and the Hair" e "Somebody to Love".
"Ludachristmas" foi primeiramente anunciado pela NBC apenas como episódio 209. Como consequência, acabou recebendo o título não-oficial de "Ludachristmas", mais tarde confirmado pela NBC com o lançamento do DVD da segunda temporada 30 Rock. Da mesma forma, o episódio transmitido após este também foi anunciado sem nome e ficou oficialmente conhecido como o episódio 210. A trama de "Ludachristmas" que envolve Tracy a ser forçado a usar uma tornozeleira para controlar os níveis de álcool no seu suor como resultado de ter sido preso por conduzir sob efeito de álcool, foi baseado em factos que realmente aconteceram com o intérprete Tracy Morgan. Morgan havia sido preso em Dezembro de 2005 e novamente em Novembro do ano seguinte por conduzir alcoolizado. Da primeira vez, a sua pena foi de 36 meses de liberdade condicional, além de ter recebido uma multa de 390 dólares norte-americanos e ter sido obrigado a participar de um programa de educação sobre álcool. Da segunda vez, foi multado com mil dólares norte-americanos e teve sua carta de condução suspensa por seis meses. Morgan também foi condenado a vestir um dispositivo de monitoramento remoto contínuo e seguro de álcool (SCRAM), que é essencialmente uma tornozeleira usada para testar os vapores do álcool que saem da pele.
O actor e comediante Judah Friedlander, intérprete da personagem Frank Rossitano em 30 Rock, é conhecido pelos seus bonés de camioneiro de marca registada que usa dentro e fora da personagem Frank. Os chapéus normalmente apresentam palavras ou frases curtas estampadas neles. Friedlander afirmou que ele próprio é quem faz os acessórios. Revelou também que "alguns deles são brincadeiras íntimas, e alguns são simplesmente piadas." A ideia veio do persona de Friedlander nas suas apresentações de comédia stand up, nas quais os objectos de adorno estão todos estampados com a escrita "campeão mundial" em línguas e aparências diferentes. Neste episódio, Frank usa bonés que lêem "Shower Scene" e "Ho Ho Horny."

## Enredo
Jack Donaghy (Alec Baldwin) fica encantado quando acha que sua mãe Colleen (Elaine Stritch) não terá como lhe visitar durante a época natalícia, depois do seu voo da Flórida ter adiado pelo furacão Zapato. Inesperadamente, Colleen chega em Nova Iorque após apanhar um autocarro até Atlanta, Geórgia, e apanhar um voo de lá. Também a chegar a 30 Rockefeller Plaza é a família de Liz, incluindo seu irmão Mitch (Andy Richter) que tem um "trauma induzido Nivea Afasia," que significa que sua memória está presa em 7 de Dezembro de 1985 e acredita ainda ter dezassete anos de idade, enquanto na verdade tem quarenta. A mãe de Jack imediatamente não gosta dos Lemon, devido ao seu constante optimismo e felicidade. Colleen se propõe a acabar com isso. Jack, Colleen e os Lemon passam o dia juntos e, eventualmente, acabam indo jantar com os outros. No jantar, Colleen comenta que Liz aparenta ser a "criança favorita," levando Mitch a revelar que seus pais, Dick e Margaret, o levaram para ver The Goonies em 1985, quando deveriam ter sido assistido ao jogo de futebol de Liz. Esta, em seguida, revela acidentalmente a Mitch que ele tem na verdade quarenta anos. Os Lemon, em seguida, entram em uma discussão bêbada, como Colleen queria.
Enquanto isso, o elenco e os argumentistas do TGS estão a preparar a sua festa anual Ludachristmas. Tracy Jordan (Tracy Morgan) está chateado pois não poderá participar da festa devido a uma ordem de um juiz de tribunal que o obriga a usar um bracelete de monitorização de álcool no tornozelo. O estagiário Kenneth Parcell (Jack McBrayer) também está irritado pois pensa que nenhum dos funcionários da NBC sabem o verdadeiro significado do Natal. Ele cancela o Ludachristmas e faz o pessoal se sentar em uma palestra, conduzida por ele e o Reverendo Gary (John F. Mooney), sobre o significado do Natal. Isso força o elenco e guionistas a irem para fora do 30 Rock e derrubar a árvore de Natal grande que está fora do edifício. Kenneth eventualmente pára seus esforços e Tracy revela que foi beber álcool, enquanto não deveria ter ido.